# آمدرما
آمدرما (به لاتین: Amderma) یک شهرک در روسیه است که در استان آرخانگلسک واقع شده‌است.